# つばさ (歌手)
つばさ（1987年1月23日 - ）は、秋田県秋田市出身の歌手である。本名は佐藤つばさ。母は元秋田放送アナウンサーの佐藤美知子。

## プロフィール
小さい頃から歌うのが好きで、小学校6年生のときに「ティーンズミュージックフェスティバル秋田大会」で入賞。その後も同大会にて数多くの賞を受賞。高校2年の時には「ヤマハミュージックスクールヴォーカル科」に在籍し、作曲家の井上かつおの指導の下、2004年10月「オルゴール」でデビュー。出身地である秋田と東京を活動拠点とし、歌手としてライブハウスやイベント等へ出演する傍ら、雑誌『釣り東北』のイメージキャラクターやテレビ、ラジオ等に出演するなど多岐にわたる活動を展開している。

## 出演経歴など

### テレビ
- ニュースプラス1あきた（2004年10月20日放映・特集)
- NTT東日本秋田支店 フレッツ
- 土崎文化センター お天気フィラー「色々変わる」編
- 土崎文化センター お天気フィラー「長州小力編」
- 秋田朝日放送・特別番組（2004年12月4日放映）
- ゴショマガ（秋田朝日放送）
- 映画『事件』、新聞記者役
- Georgia、CM　OL役
- フジテレビバラエティー番組　新人OL役

### ラジオ
- Foreverヤング（月・18:00～18：55 エフエム秋田/パーソナリティ/2006年3月で出演終了）
- レインボータウンFM ゲスト出演
- エフエム椿台　ゲスト出演
- IBC岩手放送「サタデーまねき猫」岩手北上ツインモール公開放送　ゲスト出演
- ABS 秋田放送毎週日曜午後4時30分～　「ヤドカリとつばさの夢工房」 (2008.4.6～O.A)
- 世田谷FM、ゲスト出演
- IBCラジオ『サンデーまねき猫』ゲスト出演、ミニライブ

### CD
- オルゴール (2004.10.25)
- あなたが側にいるだけで (2005.8.1)
- ラブレター(2007.9.1) 自主制作CD coupling with 「Alive」、「つばさのドンパン節」
- We'll Be Close by solareca（ネット配信のみ）

### イメージソング
- 八幡平ロイヤルホテル、イメージソング
- 東北総合体育大会、イメージソング
- 秋田キャッスルホテル、CMソング
- 喜盛の湯、CMソング

### 雑誌
- 「釣り東北」　イメージキャラクター 2008（7月号～）